# Я — русский солдат
«Я — русский солдат» — российский фильм об обороне Брестской крепости во время Великой Отечественной войны, снятый по мотивам романа Бориса Васильева «В списках не значился».

## Сюжет
Выпускник военного училища, 19-летний командир РККА Николай Петрович Плужников прибывает к месту прохождения службы в пограничный город Брест. Случилось это 21 июня 1941 года, за несколько часов до начала войны. Вечерний ресторан «Беларусь», пронзительная скрипка музыканта Рувима Свицкого, познакомившего Николая с племянницей Миррой, яркие огни — всё это будет стёрто немецкой артподготовкой на рассвете.
Мирра, повариха комсостава, как вольнонаёмная работает в крепости и любезно предлагает сопроводить Плужникова к его новому месту службы. Николай замечает, что девушка сильно хромает, и та грустно признаётся, что у неё левая нога короче другой с самого рождения. 

Еврейский извозчик довозит молодых людей до КПП. Уже далеко за полночь, и лейтенант Плужников не может явиться в часть с рапортом о прибытии. Он принимает предложение Мирры подождать рассвета в подвале, где находится склад.
Утром на крепость, куда он прибыл, обрушиваются снаряды и в неё проникают солдаты 45-й пехотной дивизии Вермахта. Во двор крепости, усеянный трупами бойцов и испещрённый дымящимися воронками, выбегает из подвала лейтенант Плужников с пистолетом ТТ. Получив от политрука в личное распоряжение десяток бойцов и приказ отбить у немцев штаб и держать в нём оборону, вчерашний курсант сразу же попадает в пекло огненного ада. На его глазах погибают пограничники и мирные люди, оказавшиеся в подвалах Брестской крепости. В считанные часы Николай проходит экзамен по огневой, тактической и морально-психологической подготовке защитника Брестской крепости, более того, учится подчинять и принимать решения:
Мне дали приказ держаться. А приказа бежать мне никто не давал!
В первые же минуты боя он убивает врага и едва сам не становится жертвой в рукопашной схватке.
Увы, силы защитников тают в схватках с во много раз превосходящими гитлеровцами; боевые друзья героически погибают один за другим. Боевой друг, красноармеец Сальников, дважды спасает Николая от смерти, но во второй раз — ценой собственной жизни.
После возвращения немцами лишь ненадолго отбитой у них при участии главного героя огневой точки, Плужников попадает в тот же самый подвал, который завалило в первый момент артобстрела крепости. Здесь он встречает покинутых недавно Мирру, старшину Степана Матвеича, старшего сержанта Федорчука, рядового Васю Волкова, которые явно пережидают, пока наверху прекратятся боевые действия. В подвале имеются боеприпасы, достаточно продовольствия и есть даже вода. Плужников берёт командование на себя, жёстко упрекает военнослужащих за бездействие и ведёт их на вылазку.
Старшина в первом же бою ранен в ногу, у него развивается гангрена. Федорчук не хочет сражаться и при подвернувшейся возможности идёт сдаваться в плен. Плужников догоняет и ликвидирует его из винтовки, как предателя. Юный Волков, видя эту неумолимую жёсткость Плужникова, в первую же ночь уходит, а Мирра и Матвеич не будят лейтенанта, чтоб тот не убил ещё и этого парнишку. 

Следом на глазах Плужникова геройски гибнет осознавший неизбежность гангрены старшина Матвеич: со связкой гранат он бросается с крепостной башни на группу немецких солдат, проходящих строем.
Плужников остаётся вдвоём с Миррой. С помощью девушки, которая ведёт мало-мальское хозяйство, учась бесшумно прятаться в лабиринтах подвальных ходов, Плужников остаётся в живых и в течение многих недель делает вылазки наверх, убивая немецких солдат. Между молодыми людьми вспыхивает сильное чувство. Они решают стать в своём подвале мужем и женой. Один раз Николай берёт немецкого солдата из охранного батальона, как языка, но тот только трепещет и вспоминает родину, жену и троих детей, а также рассказывает, что на штурм шли земляки Гитлера - австрийцы. Теперь его надо расстрелять, но Плужников не может решиться разрядить оружие в безоружного пленника, который даже не в состоянии встать на ноги…
Во время одной из вылазок Плужников встречает в подвальных отсеках едва ли не последних выживших: сержанта Небогатова и ефрейтора Климкова, которые хотят выбраться из крепости в Беловежскую пущу к партизанам. Николай соглашается дать им патроны и идти искать партизан вместе и приводит их в своё убежище к Мирре, которую хорошо знает Небогатов. Климков и Небогатов наотрез отказываются брать с собой Мирру, так как она калека и будет сковывать их маленький отряд, а когда Плужников не соглашается идти без жены, говорят циничные вещи про связь Николая и Мирры. Плужников распускает руки, в бешенстве выгоняет их из подвала, но Мирра всё-таки даёт им перед уходом патроны.
Любимая женщина Плужникова беременеет, хотя до этого признавалась, что бесплодна. На дворе разгар осени 1941 года. Плужников уговаривает жену ради ребёнка выйти наверх, чтобы попытаться жить и родить среди людей. 

Мирра пытается присоединиться к группе местных женщин, которых пригоняют на работы в разрушенную крепость. Мнения тех по поводу неё разделились: одни поднимают тревогу, что она чужая, тогда как другие предлагают принять её и спрятать в толпе. Так или иначе, перепалка привлекает внимание охраняющего пленниц полицая, и он по подвальному запаху догадывается, откуда взялась Мирра. Немецкий офицер моментально осознаёт всё со слов полицая и, пока тот забивает беременную насмерть прикладом винтовки, идёт к своим доложить о давно разыскиваемом советском бойце из подвала.
Плужников стреляет в немецкого генерала, прибывшего на смотр, но его пули лишь убивают двоих охранников. Он уже всё хуже видит из-за постоянного пребывания в подземелье… Немцы в очередной раз прочёсывают руины крепости, но не решаются спуститься в подвал.
Наконец, в подвал к последнему защитнику Брестской крепости, ослепшему от темноты и сырости крепостных катакомб, спускается местный еврей — тот самый скрипач Свицкий из ресторана, который играл Плужникову вечером 21 июня. Бывший скрипач, а ныне узник гетто, передаёт Николаю, не узнавая его, предложение немцев сдаться, в противном случае они истребят его (еврея) семью и его самого, а подвал Плужникова сожгут огнемётами. Скрипач добавляет, что ходят слухи, что «немцев здорово разбили под Москвой». «Нет, это точно. Это правда. Иначе и не могло быть», — хрипло ворчит лейтенант, понимая, что его борьба не была напрасной. У него кончились патроны и продукты, практически потеряно зрение, и с трудом передвигаются ноги. 

Лейтенант Плужников выходит из подземелья и на вопросы генерала: «Фамилия? Звание? Воинская часть?», — осипшим голосом отвечает:
Я — русский солдат.
 после чего немецкий лейтенант отдаёт солдатам команду «на караул». Генерал, чуть помедлив, прикладывает руку к фуражке, отдавая воинское приветствие, сопровождавшие его офицеры следом делают то же.

## В ролях
- Дмитрий Медведев — лейтенант Николай Плужников
- Милена Цховреба-Агранович — Мирра
- Алексей Булдаков — старшина Степан Матвеевич
- Пётр Юрченков — старший сержант Федорчук
- Дмитрий Ошеров — рядовой Вася Волков
- Наталья Высоцкая — Христя
- Альберт Арнтгольц — Рувим Свицкий, скрипач (озвучивает Игорь Ясулович)
- Александр Лырчиков — рядовой Сальников
- Виталий Кищенко — рядовой
- Александр Пятков — сержант Толя Небогатов

## Факты
Часть героев фильма, как и повести, имеют реальных прототипов, так прототипом главного героя Плужникова послужил неизвестный красноармеец (или командир), который продержался в крепости вплоть до апреля (а в фильме до зимы) 1942 года.

## Награды
- 1996 — Большой специальный приз на Международном кинофестивале «Золотой витязь» в Минске[3]
- 1996 — приз «Золотой лотос» на Международном кинофестивале в Пхеньяне (КНДР)[3]

## Критика
Борис Васильев, автор повести «В списках не значился», отрицательно относился к этой постановке, поскольку «из повести нельзя было делать одну серию. В одной серии вы не успеете показать главного: как из мальчика вырастает народный герой, который ничего уже не боится, для него смерть — избавление от мук, от воспоминаний, от горя, от всего!».